# بنزل
البنزل مركب عضوي صيغته الكيميائية (C6H5CO)2 ويختصر عموماً بـ (PhCO)2، ويكون على شكل بلورات صفراء اللون، وهو من أكثر الكيتونات الثنائية شيوعاً، ويستعمل بشكل رئيسي كبادئ ضوئي في كيمياء البوليمرات.

## البنية
أهم الميزات البنيوية في تركيب البنزل هو رابطة كربون-كربون الطويلة (1.54 Å) والذي يدل على غياب الآصرة باي بين مركزي الكاربونيل في المركب. تكون مراكز PhCO مستوية، ولكن تكون مجموعتا البنزل ملتويتين بالنسبة لبعضهما البعض بزاوية زوجية قدرها 117°. وفي المركبات المشابهة للبنزل وذات الإعاقة الفراغية الأقل مثل (الكلايكوسال، ثنائي الأسيتال، مشتقات حمض الأكساليك) تتخذ مجموعة (RCO)2 تركيباً مستوياً مضاداً.

## الاستخدامات
يستخدم بشكل رئيسي في التقسية بالجذور الحرة لشبكات البوليمر، حيث يتفكك البنزل بواسطة الأشعة فوق البنفسجية، منتجاً أصنافاً من الجذور الحرة ضمن المادة، محفزاً التشابك. وقد وُصف البنزل حديثاً كمثبط فعال للكاربوكسيل استيريز البشري، والإنزيمات المشتركة في التحلل المائية للاسترات الكربوكسيلية، والعديد من الأدوية المستخدمة طبياً.

### التفاعلات
يعد البنزل مادة أساسية في التكوين العضوي، حيث يتكاثف مع الأمينات ليعطي ليكندات ثنائي الكيتيمين. أحد التفاعلات العضوية الكلاسيكية للبنزل هو إعادة ترتيب حمض البنزيليك، حيث تحفز القاعدة تحويل البنزل إلى حمض البنزيليك، ويستغل هذا التحول في تحضير عقار الفينيتوين. ويتفاعل البنزل أيضاً مع 1،3-ثنائي فنيل الأسيتون عبر تكاثف الألدول ليعطي رباعي فينيل البنتان دايون الحلقي.

## التحضير
يحضر البنزل من البنزوين والذي يحضر بدوره من البنزلديهيد بواسطة تكاثف البنزوين.